# 下水道

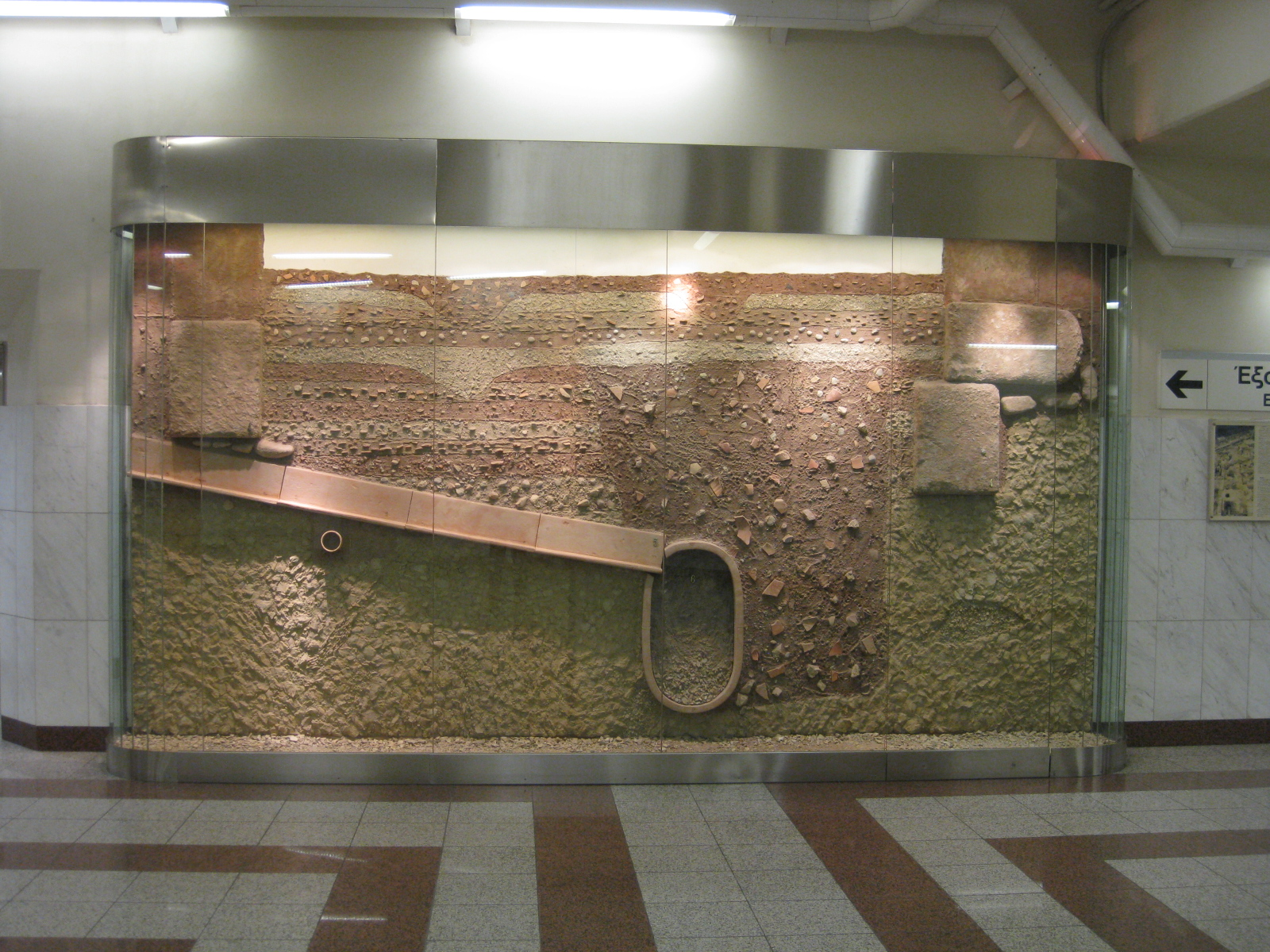
古代ギリシャ、アテネの下水道。（アクロポリスの地下鉄駅での展示）

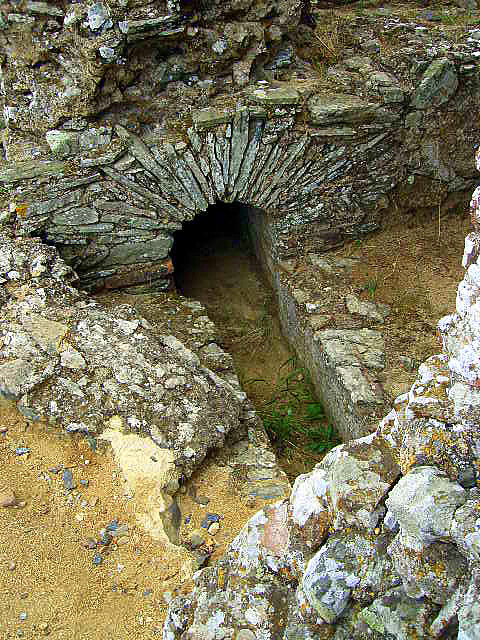
ローマ時代の下水道の遺跡（ポルトガル、Vidigueira地区 ）

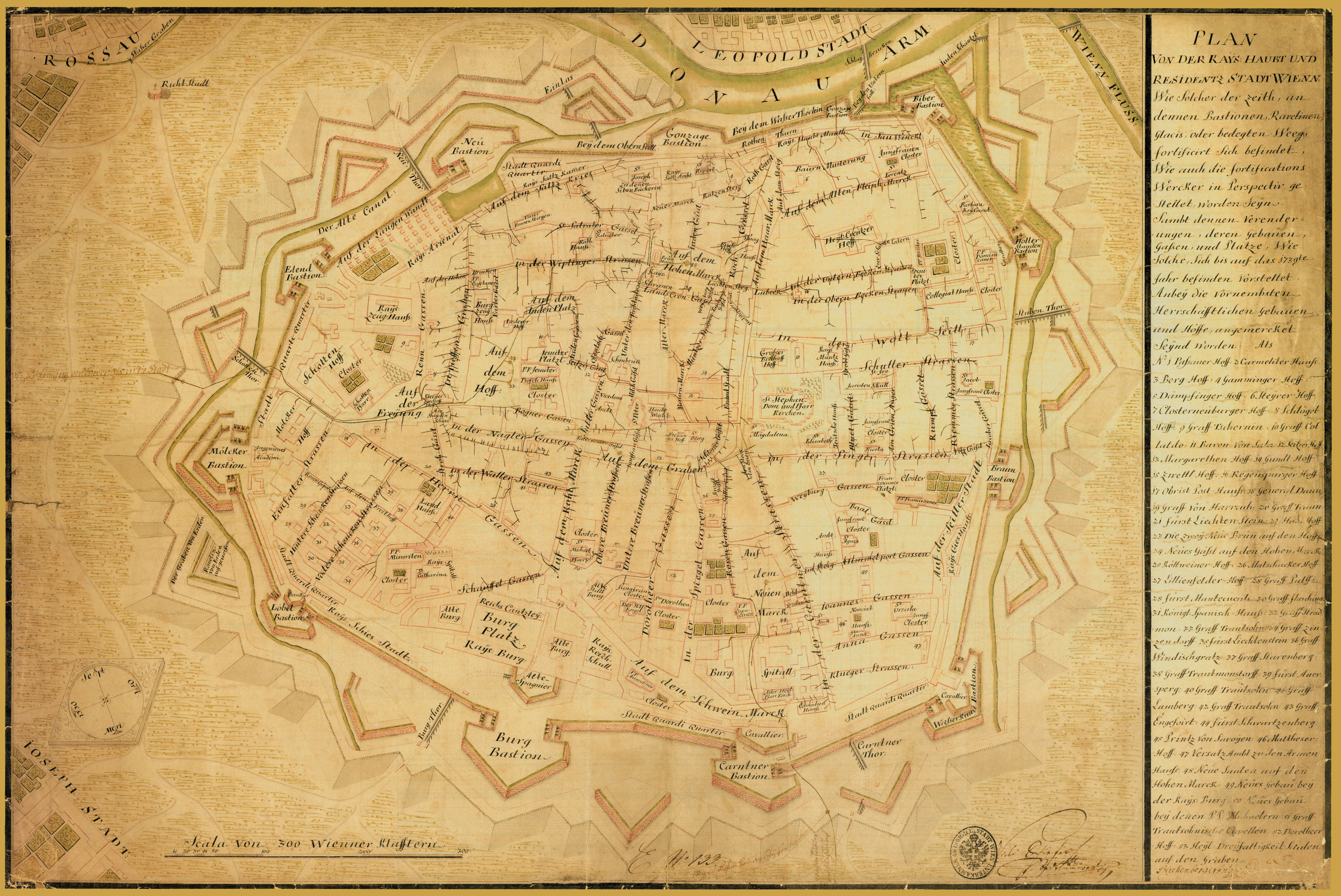
ウィーンの下水道の地図（1739年）

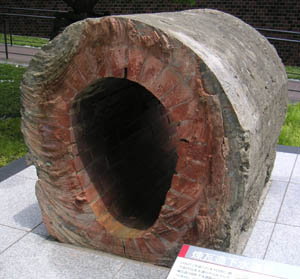
明治10年代のレンガ製下水道管（横浜市）

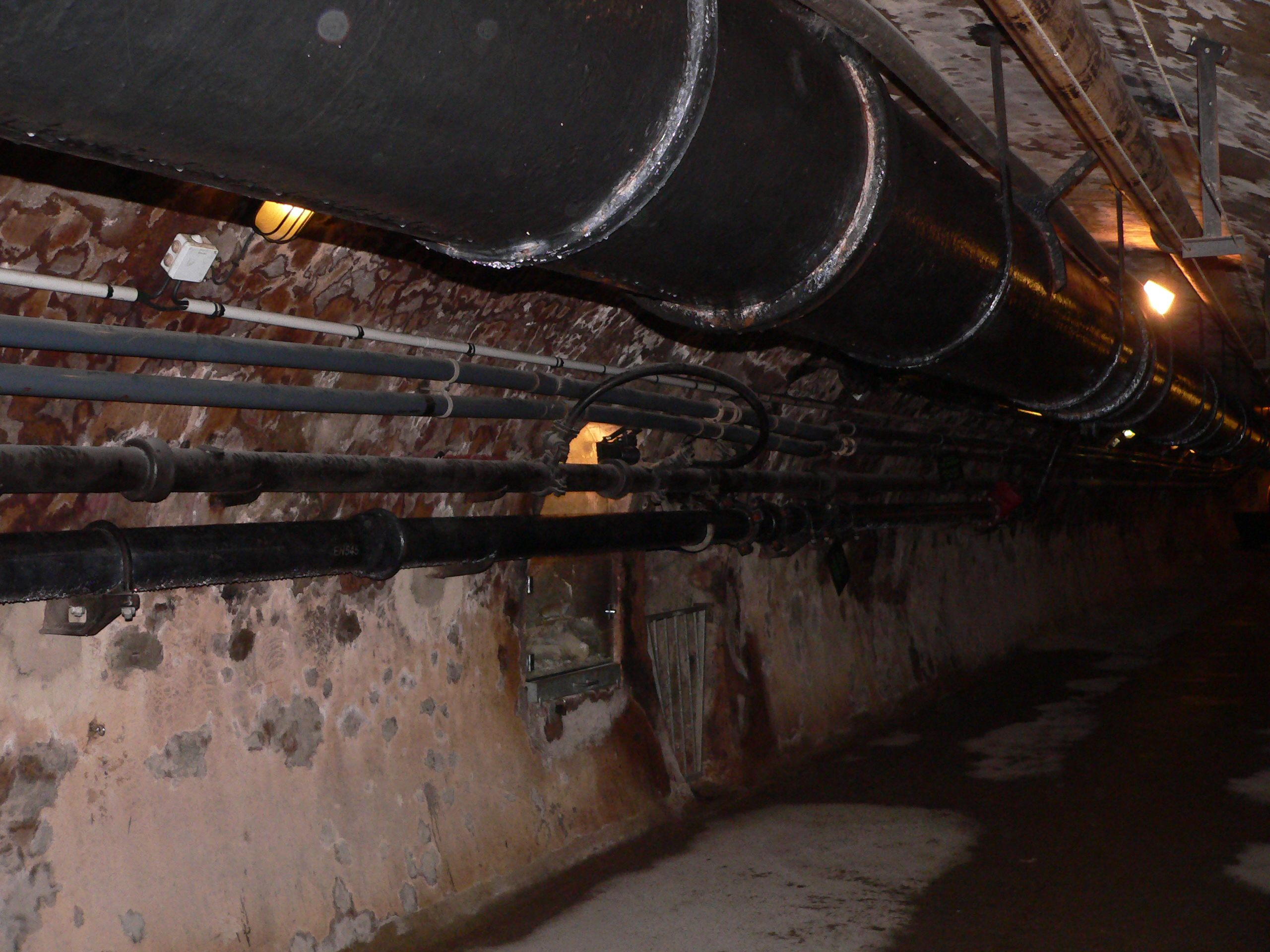
パリの下水道(:fr:Égout)。および設置されている通信設備

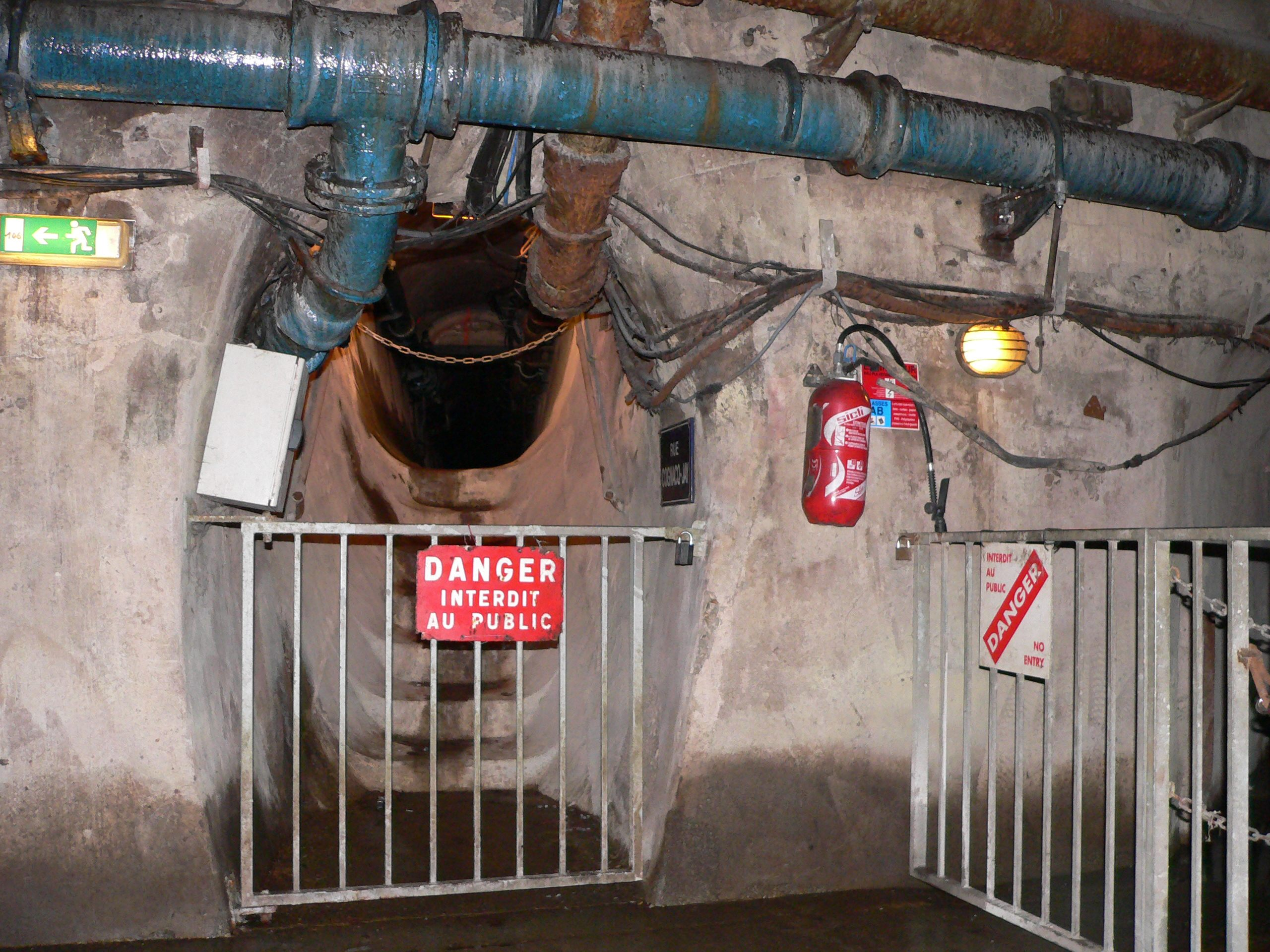
パリの下水道

下水道（げすいどう、英語: sewerage system）は、主に都市部の雨水および汚水を、地下水路などで集めた後に公共用水域へ排出するための施設・設備。
下水道は水を排出する施設であり、水を供給する施設である上水道と対置される。多くは浄化などの水処理を行う。
下水溝、悪水堀、悪水路。また、農業用灌漑排水や生活排水をまとめて流すものは法律上用悪水路などとも呼ばれる。

## 概要
下水道の役割は国によって異なり、時代によっても大きく変遷している。日本、アメリカ合衆国、イギリスなどでは、下水道は都市域の排水システムとして構築され、その後の工業化による水質汚濁に対応するためその下水の処理も付加されてきた歴史を有する。例えば日本では下水道法2条で「下水」や「下水道」が定義されているが、この定義は日本で整備されるものを前提とした固有のものであるため、「下水」からは農業排水が除外されているほか（条文上の「耕作の事業を除く」）、「下水道」からは浄化槽も除外されている。しかし、浄化槽や農業排水なども含めて下水の処理を考察しなければならない場合もあり、これらも含めた「広義の下水道」について論じられる場合もある。
下水道には以下のような役割や効用があるとされる。
1. 雨水の排除（浸水の防除）[6][9]
2. 汚水の排除による生活環境の改善（便所の水洗化）[6][9]
3. 公共用水域の水質保全[6][9]及び水質改善による水資源の確保[8]
4. 処理水や汚泥の再利用によるリサイクル型都市づくり[8][9]
5. 下水道施設の活用（処理場の上部利用、下水道管に並行した光ファイバーの設置）[9]

特に衛生面では、赤痢やコレラなど水系伝染病の防除、トイレの水洗化による居住環境の改善や悪臭の防除、ドブ等の改善による蚊やハエの発生の抑制、汚濁源の削除による河川や水路の水質改善、低湿地の排水状況の改善といった効用がある。
下水道は都市基盤整備の一環として多額の建設費を投じて整備され、完成後も維持管理や更新に多額の経費を要す国家レベルの公共事業である。それゆえ先進国ほど普及率が高い傾向を示している。
日本の下水道普及率は2023年3月時点で81.4%とかなりの水準を達成してはいるが、先進国としては低い値であるうえ地域格差が非常に大きく、未普及地域における早急な整備が求められている。
一方、開発途上国では先進諸国で用いられているような水洗式下水道施設を単純に持ち込むことは一部の人口が集中した都市を除いて的外れになりかねないという指摘がある。世界銀行（世銀）の調査では既存の下水処理技術は開発途上国には不向きなものが多いとし、これに代わるサニテーション（衛生処理）の整備も図られている。

## 下水処理の対象
各種下水のうち雨水を除いたものを汚水と呼ぶ場合もあり、このときの汚水量を晴天時下水量という。
家庭下水
住宅、商業建築その他公共建築などから排出される液状廃棄物をいい、生活に伴って当然に発生するもので、台所、浴場、洗濯等で発生する排水と水洗式便所からの屎尿を含む。生活排水も参照。
工場下水
各種工業で排出される液状廃棄物をいうが、従業員の生活に伴って発生したものは家庭下水に属する。工業排水も参照。
雨水
雨水は不定期かつ大量に生じることを特徴とする。街路洗浄水などについては雨水に含めて差し支えないとされている。
地下水
地下水は本来は下水ではないが、下水渠からの侵入が一定量あるため全く無視することはできないとされている。
下水道が整備された地域でも、流れ込んだ水が常時100％処理されるとは限らない。集中豪雨の雨水や、起源不明の「不明水」などが流入して処理が追い付かないこともある。

## 下水の排除方式
下水の排除方式には水で流し去る水運式や暫時保留して時々搬出する保留式などがあるが、下水道は水運式にあたる。水運式には以下の合流式と分流式がある。

### 合流式
雨水と家庭などからの排水を同一の渠でまとめて導く方式を合流式という。以下の特徴がある。
- 合流式は埋設深さが深くなるため個々の土工費は大きくなるが、全工費は分流式の雨渠の合計よりも遥かに廉価である[14]。
- 上水道、ガス、電話などを敷設する他の地下埋設物との関係からも施工が容易である[14]。
- 雨水によって渠内が自然清掃される[14]。
- 1本の大渠となるため、検査、修繕、掃除などが比較的容易となる[14]。
- 下水量の変化が著しくなり、晴天時には流速が低下して沈殿物多量となるため、渠壁に汚物を残して悪臭を発することがある[14]。
- 雨水を合わせるため最後処理場の容量を大きくする必要がある[14]。
- 道路上の雨水の流入口から悪臭が逆流することがある[14]。
- 降雨時は急増した下水を未処理または簡易処理のみで放流する。このため、混入している汚水による水質汚濁が生じる。このように放流される汚水は合流式下水道越流水（CSO:Combined Sewer Overflow）と呼ばれる。
- 逆に、初期降雨に含まれるノンポイント汚染源に由来する汚濁物質を、遮集して処理することが可能。
- 上記への対策として、雨水滞留池や雨水スクリーン、スワールなどの建設が推進されている。
  - マンホール蓋や側溝などに雨水排除用の排水孔があり、管路からの臭気や害虫による問題がある。特にビルピットポンプ稼働時の悪臭に対する苦情は多い。

### 分流式
雨水と家庭などからの排水を別々の渠に分けて導く方式を分流式という。
- 埋設する管路が汚水管と雨水管の2本である分、合流式より施工費が大きい。
- 合流管に比べて汚水管は小さいため、人が入れず清掃や点検等が行いにくい事が多い。
- 原理上、降水による汚水の希釈が生じないため、流量・水質の変動がなく、浄化処理を安定的に行える。
- 逆に、大雨による管内堆積物の自然除去が期待しにくく、清掃が必要になる。
  - ただし、実際には降水や地下水がある程度混入し（侵入水、不明水と称す）、水処理に影響を与えるケースが少なくない。原因として、汚水管への雨水管の誤接合、損傷した汚水管・汚水ますへの地下水の侵入、マンホール・ますふたの密閉度不足などがある。
- 雨水管に誤って汚水を接続された場合、汚水が河川に流出する可能性があり、適切な工事と検査が必要となる[注 1]。

## 下水処理の設備

### 構成
下水道は下水渠と下水処分の過程で構成される。下水渠は、下水をできるだけ速やかに排除して、処理し、または処分場に送るための渠である。下水処分は自然作用に任せるものを（狭義の）処分というのに対し、物理学や化学、生物学などの原理を応用してある程度まで安定無害化することを処理といい、あわせて広義の処分という。
近代下水道は19世紀のヨーロッパでコレラ、ペストの大流行をきっかけとして整備されるようになった施設で、在来の雑排水路とは異なり、汚水を発生源から速やかに排除することによって蚊や蝿の発生を抑制し、病原性微生物による伝染病の予防、悪臭の排除や視覚的な環境整備の役割をもつものをいう。

### 配置方式
都市の地形と最後処理施設との位置関係によって以下の種類に分けられる。
直角式
河川または海岸に直角に下水渠を設ける方式で、最短となるため最も経済的な方法である。
遮集式
河川または海岸に沿って遮集渠を設ける方式。
扇状式
規則正しく一方向に傾斜している地形で採用される。
帯状式、平行式
高低差が大きい場合に、高区、中区、低区に分けて系統別に処理する方式。
放射式
都市の中央が高いか四方が水域の場合に、放射状に下水幹線を設ける方式。

### 管種
下水道の管路の管種には陶管、コンクリート管、塩化ビニル管などがある。
- 陶管 - 耐酸性、耐アルカリ性で腐食や摩滅のおそれが少ない長所がある[17]。一方で脆く、大径のものは製作が困難などの欠点がある[17]。下水道の普及に貢献した管材であるが、新設整備量は少なくなっている[18]。国土技術政策総合研究所の調査では日本での管路に起因する道路陥没の約半数が陶管であるが、陶管規格の変遷が関わっており、1975年（昭和50年）頃以降に施工された陶管の管路については耐荷力や止水性能等の向上もあり陥没件数は少なくなっている[18]。
- コンクリート管 - 敷設や施工が容易という長所がある[17]。剛性管であり、たわみはほとんど生じないが、破損やクラックが生じやすい[18]。また、耐酸性に乏しく[17]、管路内で発生する硫化水素の影響で腐食することもある[18]。
- 鉄筋コンクリート管
  - 下水道用鉄筋コンクリート管 - 一般に開削工法による埋設で用いられるヒューム管[19]。
  - 下水道小口径管推進工法用鉄筋コンクリート管 - 小口径管推進工法用のヒューム管[19]。
  - 下水道推進工法用鉄筋コンクリート管 - 推進工法用のヒューム管[19]。
- 下水道用硬質塩化ビニル管（塩化ビニル管）[19] - 耐薬品性に優れており硫化水素による腐食の影響を受けにくい[18]。しかし、可とう管であるため、構造上たわみを生じやすい[18]。
- 下水道用ダクタイル鋳鉄管 - 耐圧性及び耐食性に優れた強度の高い可とう管である[19]。

### 敷設工法
下水道管の敷設は地下鉄の建設などと同じく地下トンネル技術が応用され、開削工法と非開削工法に分けられる。このうち非開削工法には、シールド工法、推進工法、山岳工法などがある。なお、山岳工法は山地部などで発電用導水路トンネルなどを設置するのに用いられている工法であるため、説明を割愛する。

#### 開削工法
開削工法は所定の深度まで地表面から掘削していき、トンネルを構築した後に上部を埋め戻す方法である。

#### シールド工法
シールド工法はシ－ルド（シールドマシン）と呼ばれる円筒状の掘進機を先端に付けた掘進用のジャッキで掘削を行うもので、掘削を行いながら後方部で断面を支保する覆工（セグメント組立）を行い、トンネルを掘り進めるものである。

#### 推進工法
推進工法は立坑を設けて推進力の反力受けを設置し、そこからジャッキで推進管を地中に圧入し、刃口部で土砂の掘削と搬出を行い、後方部から推進管を継ぎ足しながら管渠を敷設するものである。19世紀末にアメリカで開発され、下水道には昭和28年から採用された。
- 中大口径推進工法[22]（大中口径推進工法[23]）
  - 刃口推進工法 - 推進管の先端に取り付けた刃口を先導体とし、管内で人力で掘削等の作業を行う[22]。刃口元押し推進工法と中押し推進工法がある[22]。
  - セミシールド工法 - 推進管先端のシールドを先導体とし、発進立坑内の元押し推進装置の力で推進管を押し進める工法[22]。全面開放型（手掘り式、半機械掘り式、機械掘り式）、部分開放型（ブラインド式）、密閉型（泥水式、土圧式、泥濃式）がある[22]。
  - 特殊推進工法 - けん引工法や圧気推進工法がある[22]。
- 小口径管推進工法
  - 高耐荷力方式 - 管種は高耐荷力管きょ[22]（推進用鉄筋コンクリート管[23]）
  - 低耐荷力方式 - 管種は低耐荷力管きょ[22]（推進用硬質塩化ビニル管[23]）
  - 鋼製さや管方式 - 管種は鋼製管[22]（鋼管[23]）
- 取付管推進工法[23]
- 改築推進工法 - 老朽管を除去しながら新管に置き換える敷設替を行うための工法[23]

### 送水方法
下水道の管路施設の送水方法は自然流下方式と圧力方式（圧力管路システム）に大別され、後者は圧送式（輸送）と圧力式または真空式（収集）に分けられる。自然流下方式と圧力管路システムを併用する方式もある。
- 自然流下方式
  - 自然流下方式（自然流下式）は、重力によって下水を流下させる方式である[27]。
  - 維持管理が比較的簡便で電源（動力費）も不要である[25]。
  - 地形条件等の影響が大きく、地形や障害物によって埋設深度を大きくする必要がある[25]。
- 圧送式下水道輸送システム（圧送式）
  - 汚水を圧送ポンプ施設により加圧して輸送するもので、管渠内を正圧とする輸送方式に区分される[25][28]。
- 圧力式下水道収集システム（圧力式）
  - 汚水を各戸又は複数戸ごとに設置したグラインダポンプで加圧して収集する方式で、管渠内を正圧とする収集方式に区分される[25][28]。
- 真空式下水道収集システム（真空式）
  - 真空弁ユニットと真空管路及び真空ステーションを組み合わせ、管渠内を負圧とする収集方式[25][28]。

### マンホールポンプ
マンホールポンプは管渠が深い箇所や水路横断が必要な箇所のマンホール内に設置される小型のポンプをいう。

### ポンプ場
ポンプ場は用途によって排水ポンプ場、中継ポンプ場、処理場内ポンプ場に分けられる。
- 排水ポンプ場
  - 自然流下が困難な場合に大型ポンプで揚水して排水するための施設[30][29]。
- 中継ポンプ場
  - 管路が長く管渠が深くなりすぎる場合に、流入区域内の汚水を次のポンプ場または終末処理場に送水するための施設[30][29]。
- 処理場内ポンプ場
  - 処理場内において自然流下によって処理した排水を河海に放流するところまで揚水するための施設[30]。

### 附属設備
街渠
側溝ともいい街路上の雨水や撒水などを集めて下水管に導く。
人孔（マンホール）等
人孔（マンホール）は管渠の検査や掃除のための人の出入口で、管渠を連絡する機能も兼ねている。燈孔（ランプホール）はその代用となる小型のもので、灯火や反射鏡を垂らして検査を行ったり、洗浄用のホースを通したり、換気を行うための設備である。なお、寒冷地では街路の雪を下水渠に排雪するため雪孔を設ける場合もある。
換気装置
腐敗によるメタンガスの発生などが生じうるため換気装置が設けられることがある。

## 歴史

### 古代
古今東西を問わず都市を建設する際には、特別な排水施設を必要としない場所に立地することが常識とされていたが、それが困難な場合には排水施設の整備が最も重要とされた。
世界最古の下水道は、メソポタミア文明のチグリス・ユーフラテス川沿い（現在のイラク）のウル、バビロン、ニネヴェなどの都市に整備されたものといわれている。時代が下って、インダス文明のモヘンジョダロ（パキスタン）などにも、各家にトイレと風呂があり、その排水が雨水排除を兼ねた下水渠に接続されていたことが分かっている。

### 中世
中世のヨーロッパでは街路に汚物が投棄されるなど衛生環境は劣悪だった。1374年にはパリのモンマルトル地区で下水道が建設されたが、都市全体の計画的なものではなく、造りやすいところから導入する場当たり的なものだった。
イギリスでは1388年にケンブリッジで最初の都市衛生法が制定され、河川等への汚水の投棄が禁じられた。1531年にはフランスのパリで各家に便所を設置することを定めた法律が制定された。しかし、その他の都市では人口増加による衛生状態の悪化によってペストの流行などが起きたものの、衛生施設の技術的な発展はみられなかった。

### 近世以降
イギリスでは産業革命以降の都市人口の急増に伴って衛生状態は悪化し、コレラの大流行を招いていた。そのため1848年からテムズ川沿いに「遮集渠」の建設が始まった。1859年にはテムズ川両岸で本格的な幹線下水道の建設が始まり、1868年に完成するとコレラの発生は激減した。しかし、当初、下水は未処理のままテムズ川へ放流していたため、テムズ川の水質汚濁が問題となり、1882年に未処理放流を禁止して沈殿処理を行い、汚泥は海洋へ放出する手法がとられた。
ドイツのベルリンでも1872年に水洗トイレの使用を義務付ける下水道計画の最終答申案が出され、市議会で承認されたことから、1873年に下水道工事に着手した。その結果、ベルリンの下水道普及率は1890年には50%、1900年までにはほぼ100%となった。
フランスのパリでは1856年に下水を自然流下で郊外に通し、それをセーヌ川に放流する下水道基本計画が市議会で承認され、1861年に完成した。また、パリでは1894年に水洗トイレの使用が義務付けられた。

### 日本における歴史
日本の下水道の起源は弥生時代の環濠集落まで遡ることができ、池上曽根遺跡（大阪府和泉市）では弥生時代中期には下水やし尿を環濠に排出するシステムがあったことがわかっている。
近代式下水道は18世紀以降に水系伝染病予防や地域環境改善の施設としして建設されたものをいうが、日本で最初といわれることもある東京の神田下水も当初は雨水排除が目的であった。そのため近代式下水道との明確な区分は困難であまり意味がないと指摘されている。
江戸時代末期になると外国人居留地が建設された横浜で、1871年（明治4年）にイギリス人技師ブラントンの計画をもとに陶管による下水道が整備された。
さらに1881年（明治14年）らは神奈川県技師の三田善太郎が、外国人居留地周辺の日本人街に石造下水道施設を整備し、これが日本初の日本人による日本人のための近代下水道といわれている。

### 年表
下水道の歴史は古く紀元前にまで遡る。しかし、工学的汚水浄化は近代以降を待つ必要があった。
- 紀元前5000年頃 メソポタミアの都市国家群で、排水溝が築造される。
- 紀元前3000年頃 モヘンジョダロで、水洗便所と排水溝でつながった地下浸透桝が築造される。
- 紀元前2000年頃 モヘンジョダロの下水道設備が、路面下の管路枝網や人孔、沈殿池を備えるまでに発達。
- 紀元前600年頃 ローマでクロアカ・マキシマが築造される（かつてはこれが最初の下水道とされた）。
- 紀元前312年頃 ローマ水道が築造される（かつてはこれが最初の上水道とされた）。
- 645年（大化元年） 日本の難波宮遷都で排水溝が築造される。以降の都でも遺構が発見されている。
- 1370年 パリに本格的な下水道が築造される。これは後にヴィクトル・ユゴーの小説『レ・ミゼラブル』（1862年）の舞台にもなった。
- 1583年 大坂城築城に伴い城下町に太閤下水（背割下水）が建設され、現在も使用されている。
- 1760年頃 下水を耕作地へ導き入れ、ろ過・浄化させる灌漑法が最盛期となる
- 1760年–1830年 イギリスの産業革命。以降、人口の集中に伴う生活排水対策が、都市の課題となる。
- 1854年 ジョン・スノウがロンドンでのコレラ流行が、汚水の侵入した特定の井戸を使用したことが原因であることを疫学的に証明した。公衆衛生上、汚水排除が重要であることを裏付けるもの。
- 1867年 ロンドンのテムズ川沿いに大下水道管が完成する。
- 1871年 横浜で陶製管下水道が設置される。
- 1882年 活性汚泥法の基礎となる研究が開始される。
- 1884年 日本最古の近代下水道（神田下水）が設置される。
- 1890年頃 イギリスで薬品沈殿法、普通沈殿法による処理が行われる
- 1895年 イギリスで腐敗槽が発明される（自然腐化後、1–3か月かけて固液分離する）
- 1900年 旧下水道法公布。当時の下水道は雑排水を排除する単なる排水管であり、水洗便所は許可が必要だった。
- 1908年 アメリカで散水ろ床法の処理場が建設される
- 1912年–1915年 アメリカ、イギリスで活性汚泥法が実用レベルに確立される
- 1923年 日本最初の下水処理場、東京三河島汚水処分工場（現在の三河島水再生センター）が運転開始[33]。標準散水ろ床法。
- 1930年 日本最初の散気式活性汚泥法処理場として、名古屋市で堀留処理場、熱田処理場（ともに現役[34]）が運転開始
- 1934年 岐阜市で日本最初の分流式下水道が事業着手[35]。
- 1940年代 第二次大戦による経済的疲弊で、低コストの酸化池（ラグーン）法の適用が増えるが、多くはその後、改廃された。
- 1958年 下水道法公布
- 1960年頃 都市化と化学肥料増産により農村還元できない余剰ふん尿が急増、し尿処理施設の建設が進められる。
- 1960年 西ドイツで回転円板法が開発される
- 1961年 9月10日を全国下水道促進デーとする。選定理由は台風シーズンの二百二十日から。当時の普及率は6%。
- 1972年 初の流域下水道（大阪府寝屋川流域下水道[36]）が工事に着手。
- 1972年 下水道事業センター（日本下水道事業団の前身）が設置される。
- 1972年 日本で下水道施設設計指針が改定され、分流式下水道が原則と定められる。
- 1980年 普及率が3割を超える。
- 2001年 普及率が6割を超え、一定の進捗を来したことなどから、9月10日を下水道の日に改称する。

## イギリスの下水道

### 管理
イギリスでは環境局（Environment Agency）が上下水道事業に係る政策決定を行っている。
イングランド及びウェールズの上下水道事業は各地方公共団体が所管する事業体によって行われていたが、1989年の完全民営化により上水道と下水道を行う上下水道会社または上水道のみを行う水道会社が運営している。
北アイルランドの上下水道サービスは2007年4月に設立された政府系のNorthern Ireland Waterが行っている。

### 課題
社会インフラでは道路・鉄道・上下水道等でヴィクトリア朝時代（19世紀後半）に整備されたものが未だ多く利用されている状況にあり、老朽化や上下水道の管渠からの漏水が問題になっている。また、ヴィクトリア朝時代に完成した下水道システムは、ロンドンの想定人口を400万人として整備されたが、その後の人口は約2倍になっており下水道の処理能力の容量不足も問題になっている。

## アメリカの下水道
アメリカの上下水道事業は歴史的には民間事業主が担ったが、人口増加や公衆衛生の観点から地方自治体が担うようになった。その後、水道事業の費用の削減や効率化のために民間事業者に委託する事例も出ており、地域によって民間事業者が実施している地域と地方自治体が実施している地域が混在している。

## 日本の下水道
日本における広義の下水道は、国土交通省所管の下水道法上の下水道と、農林水産省所管の集落排水や環境省所管の浄化槽など下水道法上の下水道以外のものに分けられる。
なお、日本の水質汚濁防止法で定める特定施設に対しては、その水質について地方自治体などの下水道事業者による排除基準が設けられる。

### 下水道法上の下水道
下水道法上の下水道は、広義の公共下水道と流域下水道に分けられる。

#### 公共下水道（広義）
広義の公共下水道は、下水道法第2条第3号で「主として市街地における下水を排除し、又は処理するために地方公共団体が管理する下水道で、終末処理場を有するもの又は流域下水道に接続するものであり、かつ、汚水を排除すべき排水施設の相当部分が暗渠である構造のものをいう」と定義されているものをいう。設置と管理は原則として市町村が行う。
- 公共下水道（狭義）
  - 特定公共下水道、特定環境保全公共下水道以外の公共下水道をいう[40]。
- 特定公共下水道
  - 公共下水道のうち特定の事業者の事業活動に主として利用されるもの（具体的には「当該下水道の計画汚水量のうち、事業者の事業活動に起因し、又は附随する計画汚水量が概ね3分の2以上を占めるもの」と定義される）[40]。
- 特定環境保全公共下水道（特環）
  - 自然保護下水道 - 公共下水道のうち市街化区域（市街化区域が設定されていない都市計画区域にあっては、既市街地及びその周辺の地域）以外の区域において設置されるもので、自然公園法第2条に規定される自然公園の区域内の水域の水質保全のために施行されるもの[40]。
  - 農村漁村下水道 - 公共下水道の整備により生活環境の改善を図る必要があるとされる区域で施行されるもの[40]。
  - 簡易な公共下水道 - 処理対象人口が概ね1000人未満で水質保全上特に必要とされる地区で施行されるもの[40]。

なお、公共下水道のうち、市町村が自ら終末処理場を設置・管理するものを単独公共下水道といい、流域下水道に接続するものを流域関連公共下水道という。また、2015年（平成27年）の下水道法改正により、多発する浸水被害への対応として、主として市街地における雨水のみを排除するため、河川その他の水域もしくは海域に雨水を放流するものまたは流域下水道に接続するものを雨水公共下水道と位置づけている。
公共下水道の設備は下水道管、取付管、公共ますなどからなり（以上は原則として市町村が管理）、家庭から排出される汚水や宅地内の雨水を公共ますまで流すため、各宅地内に私設ますや排水管が設置される。宅地内の排水設備は個人が設置と維持管理を行う。

#### 流域下水道
流域下水道には以下の2種類がある。設置と管理は都道府県が行う。
- 下水道法第2条第4号イに規定する流域下水道 - 「専ら地方公共団体が管理する下水道により排除される下水を受けて、これを排除し、及び処理するために地方公共団体が管理する下水道で、2以上の市町村の区域における下水を排除するものであり、かつ、終末処理場を有するもの」（下水道法第2条第4号イ）をいう[40]。下水道法第2条第4号イに規定する流域下水道は、都市化の進行に伴う市街地の連担や水質保全への必要性の増大から、従来の市町村による管理ではなく、行政区域を越えた広域的な観点から計画・立案・実施を行うために設けられたものである[40]。大阪府の寝屋川流域下水道（1965年度）に初めて実施されたが、当時は下水道法上の明確な規定がなく公共下水道の一形態とされていたが、1970年（昭和45年）の下水道法改正で流域下水道として法整備が行われた[40]。
- 下水道法第2条第4号ロに規定する流域下水道（雨水流域下水道） - 「公共下水道（終末処理場を有するものに限る。）により排除される雨水のみを受けて、これを河川その他の公共の水域又は海域に放流するために地方公共団体が管理する下水道で、2以上の市町村の区域における雨水を排除するものであり、かつ、当該雨水の流量を調節するための施設を有するもの」（下水道法第2条第4号ロ）をいう[40]。市街化の進展や集中豪雨の頻発などにより、複数市町村にまたがる区域を対象に一体的かつ効率的に浸水対策を行う必要性が高まったため、2005年度（平成17年度）の法改正で追加された（ただし、終末処理場を有する公共下水道より排除される雨水に限られる。）[40]。

### 都市下水路
都市下水路は下水道法第2条第5号に定められた「主として市街地における下水を排除するために地方公共団体が管理している下水道（公共下水道及び流域下水道を除く。）で、その規模が政令で定める規模以上のものであり、かつ当該地方公共団体が第27条の規定により指定したもの」をいう。

### 下水道類似施設
下水道法上の下水道とは別に、下水道法上の下水道以外の農業集落排水施設や合併処理浄化槽等などの汚水を処理する類似施設を総称して「下水道類似施設」という。この下水道法上の下水道以外のものには、農林水産省所管の集落排水や環境省所管の浄化槽などがある。なお、下水道法上の下水道及びこれら下水道類似施設を総称して「汚水処理施設」という。

#### 集落排水
農林水産省所管の集落排水には、農業集落排水施設、漁業集落排水施設、林業集落排水施設、簡易排水施設、小規模集合排水処理施設がある。
- 農業集落排水施設（農集）：農林水産省所管の農業集落排水事業。事業数が多く、設計指針やマニュアルも多く出ている。
- 漁業集落排水施設（漁集）：水産庁所管の漁業集落排水事業。漁港の後背集落を対象とし、事業数はやや少ない。
- 林業集落排水施設（林集）：林野庁所管の林業集落排水事業。対象地域が限られ、事業数も少ない。
- 簡易排水施設：農林水産省の山村振興等農林漁業特別対策事業
- 小規模集合排水処理施設：総務省所管の小規模集合排水処理施設整備事業

#### 浄化槽等
下水道法上の下水道以外の下水道には、環境省所管の特定地域生活排水処理施設などの浄化槽やコミュニティ・プラントもある。
- 特定地域生活排水処理施設（合併処理浄化槽）：環境省所管の特定地域生活排水処理事業（浄化槽市町村整備推進事業）
- 個別排水処理施設（合併処理浄化槽）：総務省所管の個別排水処理事業
- コミュニティ・プラント（地域下水道）：環境省の地域し尿処理施設整備事業。廃棄物処理法の対象。

## 普及率
下水道整備などの進捗状況を、人口に占める割合などで表した指標で、国が集計する。対象により数種あり、人口に依らないものもある。人口データには住民基本台帳人口を使用するため、外国人は含まれない。全国集計の基礎となる県や市町村レベルの値も、一部で公表されている。

### 種類
- 下水道処理人口普及率：国土交通省が集計公表していて、下水道で単に普及率と言うとこれを指す。その意味するところは、下水道の処理区域内人口（下水道へ生活排水を排除できるようになった人口）の率であり、実際の利用率ではない事に注意。報道でしばしば混同されている。実際の利用率は接続率や有収率などと呼ばれ地域差が大きく、全国では普及率の8割程度である。
- 高度処理人口普及率：高度処理を実施している地域の人口の、全体に占める率。やはり実際に利用している数ではない。
- 都市浸水対策達成率：都市浸水対策整備の対象地域のうち、5年確率の大雨に対する整備が完了した区域を、面積の割合で表したもの。
- 下水道水環境保全率：国交省独自の指標。公共用水域の水質保全に関する3つの対策の進捗状況を示す。下水道処理人口普及率と高度処理人口普及率に加え、合流式下水道整備地域の合流改善対策の普及率を、水環境改善の観点から必要とされる地域について集計したもの。
- 汚水処理人口普及率：管轄が分かれる下水道と類似施設の普及人口に、合併処理浄化槽人口を加えたものから求めたもので、平成8年（1996年）度から集計がはじめられ、平成14年（2002年）度までは汚水処理施設整備率と称した。農林水産省、国土交通省、環境省が連名で毎年8月下旬に公表している。単独処理浄化槽人口を除いているのは、生活排水処理を重視しているため。
- 水洗化率：下水道普及率と同義に使われたり、水洗便所を使用している人の率として浄化槽人口を含めたりと、定義が定まっていないので要注意。環境省の一般廃棄物処理実態調査結果では、後者の意味となっている。
  - 環境省の水洗化人口は、公共下水道人口にコミプラ人口と浄化槽人口（合併浄化槽人口＋単独浄化槽人口）を加えたもので、家庭用浄化槽も含まれる。し尿処理場の収集対象に浄化槽汚泥が含まれる関係で、この部分は統計的厳密さにやや欠けるきらいはある。

### 現状
- 下水道処理人口普及率(令和5年度)： 81.4%（下水道利用人口÷総人口）[43][10]
  - 高度処理人口普及率： 65.7%[44]

- 汚水処理人口普及率(令和5年度)[45] ： 93.3% - 単独浄化槽は生活排水を処理しないため、含まれていない
  - 下水道： 81.4%
  - 浄化槽： 9.5%
  - 農集排等： 2.4%
  - コミプラ： 0.1%

なお、都道府県下水道構想（整備についての基本計画）の集計(平成16年度)によると、最終想定普及率は88%。

### 都道府県別ランキング
都道府県別では普及率トップ5は東京都・神奈川県・大阪府・京都府・兵庫県。ワースト5は徳島県・和歌山県・高知県・鹿児島県・香川県。

## 防災（耐震化・マンホールトイレ）
近年の大地震による下水道施設の被災を受け、処理施設や管路施設の耐震化が進められている。また、過去の災害時の避難場所において、トイレの問題が深刻であったことから、国土交通省は、「下水道ＢＣＰ策定マニュアル～第２版～（地震・津波編）」において、マンホールトイレの必要性について整理している。今後の災害に備え、下水道担当部署だけでなく、防災担当部署も含めた横断的な取り組みが必要とされている。
- 国土交通省 水管理・国土保全局下水道部 下水道BCP策定マニュアル～第２版～（地震・津波編）-平成24年3月
- 下水道地震対策緊急整備事業
- 下水道総合地震対策事業の拡充 25年度

## 先進的な事業の例
- 下水道台帳のWeb公開：東京都下水道局[46]
- 高度処理：滋賀県流域下水道
- 汚泥の集約処理：横浜市汚泥資源化センター
- 処理区の統合（広域化）：秋田県
- ICT活用による集中管理（共同化）：新庄市浄化センター
- 管路施設の包括的民間委託： 柏市
- コンセッション方式：浜松市西遠浄化センター
- 消化ガス発電：大村市大村浄水管理センター
- 風力発電：掛川市大須賀浄化センター
- 水力発電：神戸市湊川ポンプ場
- トンネル式処理場：島根県クリーンセンター鹿島
- 運用中の下水道管内部の見学：小平市ふれあい下水道館[47]

## 問題点・課題
下水道事業は、社会生活において重要な公共サービス・社会インフラであるが、その反面、様々な問題点・課題を抱えている。

### 地域格差
下水道の整備は地方公共団体の財政事情や地形的特質に大きく影響されるため、地域格差が大きい。
例えば、基礎自治体ごとの普及率が東京都や神奈川県では概ね100%であるのに対し、徳島県は30%台である（平成29年度末時点、西日本は低く、東日本は高い傾向にある）。また、市町村ごとに見ると人口規模が小さいほど普及率は低く、10万人以下で全国平均を下回る。
ただし、下水道類似施設や合併処理浄化槽があるため、必ずしも「普及率が低い＝汚水処理が進んでいない」訳ではない点に注意すべきであり、令和5年度末時点での汚水処理人口普及率は、和歌山県が70%、徳島県は68%となっている。

### 未接続
新しく下水道の整備を行うとき、事業実施主体（市町村）は公共汚水ますまでの工事を実施する。宅内の排水設備工事費用は個人負担となるため、下水道への接続については下水道法により供用開始の公告の日から概ね3年をめどに接続するよう義務づけられている（下水道法第11条の3）ものの、経済的理由等により放置されていることがあり、水洗化率が延びない要因となっている。下水道に接続しない場合、合併処理浄化槽が義務づけられる以前に建築された家屋から排出される家庭排水は、未処理のまま垂れ流されていて、河川の汚濁原因の一つとなっている。なお、新築や改築の場合、建築主事の建築確認を受けることとなるが、下水道処理区域内に所在しているのにもかかわらず、下水道以外の方法で汚水を処理する申請は原則として確認を受けることはできない（下水道法第10条）。

### 除害施設
除害施設とは下水道に対する「下水による障害を除去するために必要な施設」であり、社会の共有施設である下水道を自らが損ねてしまう事を防ぐため利用者が自らの責任で設置・管理するものである。
なお、除害施設を有する事業者は、除害施設管理責任者を選任し、適切な維持管理を行わなければならない。

### 汚泥の処理
下水処理に伴い多量の汚泥が発生する。ロンドン条約批准により日本国内でも廃棄物処理法が改正された。2007年4月から公共下水道から除去した汚泥の海洋投入処分が全面禁止になり、現在では下水汚泥の全量が陸上処理されている。
多くの下水汚泥が産業廃棄物として埋め立て処分されているが、埋め立て用の最終処分場が不足してきており、多くの産業廃棄物の不法投棄事件の投棄物中に下水汚泥が見られる。
対策として、固形燃料化や溶融スラグ化が行われているが、多額の建設費と維持管理費が必要であり、一部の大都市でしか進んでいない。また、製造されるブロック等の製品も強度など品質上の問題があり、有効利用はあまり進んでいない。近年、焼却灰をコンクリート原料である砂の代替品として利用する、セメント原料としてのリサイクル率が向上している。
下水汚泥は、多量の肥料成分を含んでおり、コンポスト化などによる堆肥等への有効利用が最も安価で簡単な方法であるが、日本では肥料の品質の確保等に関する法律における有害金属含有量基準が厳しく、工場排水などを多く取り込んでいる場合は難しい。
このほか、下水汚泥に含まれる有機物を発酵させて、バイオマス燃料となるメタンガスを取り出し、固定価格買取制度を利用した消化ガス発電や、汚泥を減量化する取り組みが広がっている。

### 施設の老朽化
管路施設は、物理的（土圧や車輌の重量、水圧、摩耗）、化学的（硫化水素等による腐食）、生物学的（樹木の根が水を求めて侵入する）に厳しい環境に長期間さらされており、布設から数十年が経過した管路は老朽化し、周囲の土砂を引き込んだ結果、空洞を形成して路面の陥没事故を発生させる事案が全国で相次いでいる（平成17年度で6600件）。通行中の車や人が転落する事故も起きており、維持管理の重要性が増すとともに、維持管理費も大幅に増加している。
これは戦後日本の下水道管が陶管・石管等の代わりに、腐食に弱いヒューム管と呼ばれる鉄筋コンクリート製の材料を使用してきたことによる。下水管内は硫化水素等の腐食性のガスが発生しやすく、汚水が滞留した場合、コンクリートが腐食し破損することがある。現在、長寿命化対策として管路施設の内面更生を行う自治体も多いが、管路の入れ替え時には、仮設のバイパス管を設置する等、新設時よりも費用がかかる傾向にある。下水道の建設には国からの補助金はあるが、それでも国庫補助金の裏財源に充てた起債の償還に苦しむ自治体が多い。将来はさらに、多くの自治体が更新費用の増加・捻出に苦労することが予想される。
また、阪神・淡路大震災において、処理施設は比較的早く回復したが、管路施設については復旧まで時間がかかっており、地震等の災害に対する脆弱性も問題視されている。

### 井戸水使用者の不正利用
下水道料金は、水道使用量とリンクしているため、井戸水を併用して下水道に放流している分は料金には反映されない。このことからあらかじめ井戸水のくみ上げ配管にメーターをつけたり、定額の利用量を自治体から認定してもらう等の手続きを行うこととなるが、私有地や施設内への立ち入り調査には限界があり、しばしば不正行為も行われる。自治体による不正行為の高額請求額の例として、大津市がロイヤルオークホテル スパ&ガーデンズ（運営会社は2020年4月に破産申請）に対して行った使用料1億3100万円、過料3億9500万円というものがある。ホテル側は30年間下水道の不正利用を行っていたが、徴収対象となったのは時効分を除いた5年間のみである。

## 下水道博物館・テーマパークなど

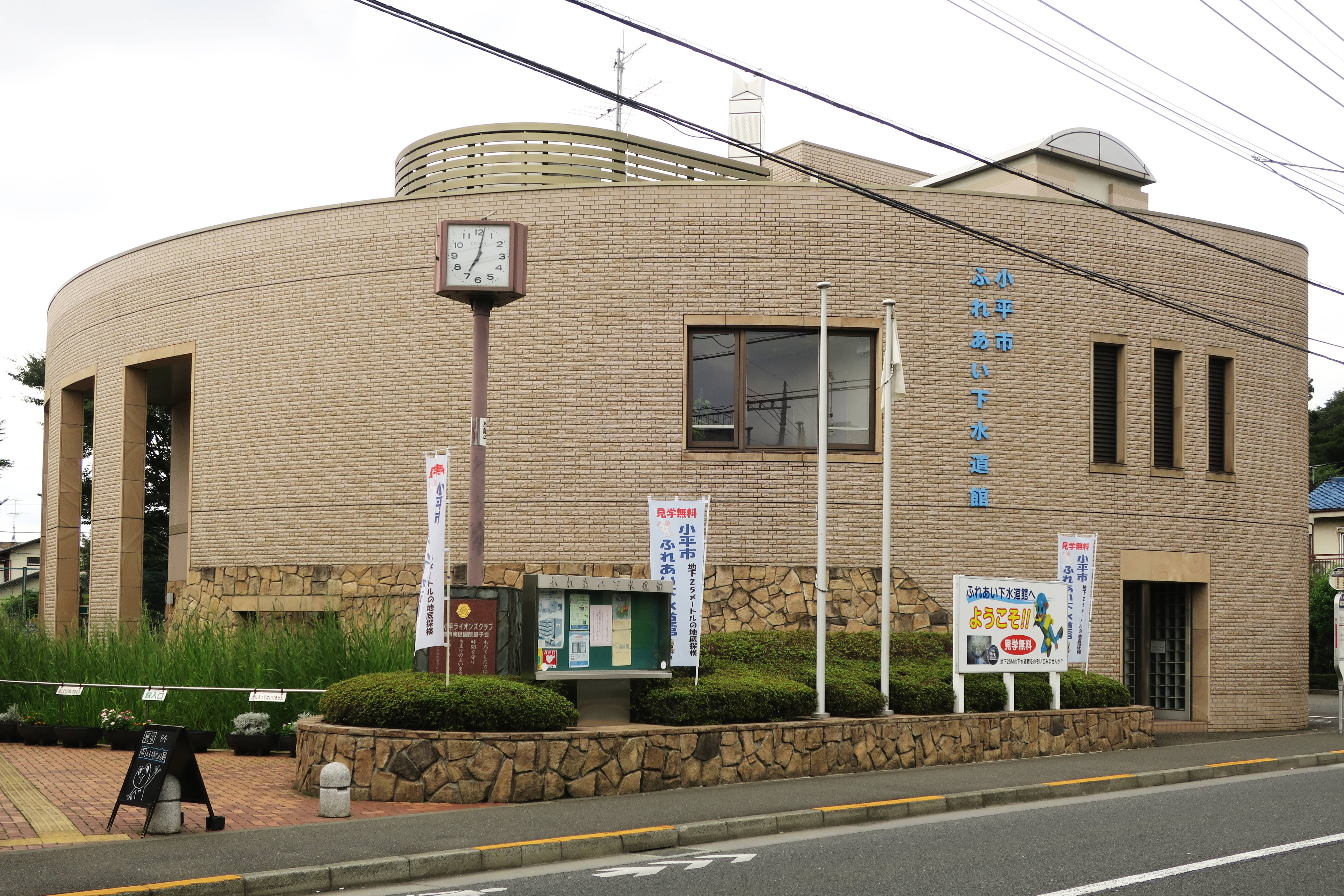
ふれあい下水道館

日本
下水道施設の一部で見学を受け付ける下水道運営母体もある。東京都小平市にある「ふれあい下水道館」は日本国内で唯一、本物の下水道管の中に入ることができる。
- 愛知県下水道科学館
- 大阪市下水道科学館（大阪市）
- 蔵前水の館
- 小平市ふれあい下水道館
- 札幌市下水道科学館
- 名古屋市下水道科学館
- 虹の下水道館
- 三河島水再生センター
- 日本下水文化研究会

海外
- パリ下水道博物館
- 下水道博物館（キエフ）（ロシア語版）

## 主題とする書籍
- 月刊下水道